# Jean-Loup Trassard
Jean-Loup Trassard, né le 11 août 1933 à Saint-Hilaire-du-Maine (Mayenne), est un écrivain et photographe français.
Il dit de lui-même qu'il est un « écrivain de l’agriculture ». Depuis 1961, il publie chez Gallimard et Le temps qu'il fait des textes courts, des récits, et des photographies ainsi que des textes dans lesquels il raconte son « territoire ». La vision qu'il nous offre de la civilisation rurale traditionnelle qui disparaît irrémédiablement est à la fois ethnologique et poétique.
Il reçoit en 2012 le grand prix SGDL Magdeleine-Cluzel et, en 2022, le Grand prix de littérature Henri-Gal, pour l’ensemble de son œuvre.

## Parcours
Son père, René, est chef d’entreprise (« fermier de droits de place » sur les marchés, ce qui est un service auprès des communes organisant des marchés, en Bretagne et en Normandie). Enfant unique, il va à l’école laïque du village. Catéchisme, communions et messes seront assez peu appréciés.
Il connaît une enfance campagnarde rythmée par les travaux agricoles et qui influencera toute son œuvre d’écrivain et de photographe. Il perd sa mère en 1945.
Études secondaires : mauvais débuts (par correspondance puis au lycée Michelet à Vanves). De la 4e à la classe de philosophie : lycée de Laval, dont les deux dernières années comme pensionnaire. Il passe une licence de droit à la faculté de droit de Paris (Panthéon). Entre ces études juridiques, il suit les cours d'ethnologie au Musée de l’Homme et surtout, pendant deux ans, les cours de préhistoire d’André Leroi-Gourhan.

## La littérature
En 1955, il se marie. Son premier enfant, François, naît en 1957. Fin 1959, il envoie ses premiers écrits à Jean Paulhan qui le reçoit à la NRF et le conduit à Georges Lambrichs, nouveau directeur littéraire chez Gallimard.
En juillet 1960, c'est la première publication : « Le lait de taupes » à la NRF. En 1960, il devient fermier de droits communaux aux côtés de son père, puis à sa suite après sa disparition en 1968. II conserve cette profession jusqu'au 31 décembre 2000. En 1961, une amitié se noue avec Jean Clay, journaliste et historien de l’art, qui est, pendant un certain temps, son premier lecteur et un soutien important. Jean Clay devient par la suite l'éditeur de la maison Macula. 
En 1962, Jean-Loup se remarie. Il a une fille, Laure, en 1968.

## Parcours littéraire et photographie
Autour de Georges Lambrichs, il rencontre outre Dominique Aury et Gilberte Lambrichs, tous les auteurs de la nouvelle collection de Georges Lambrichs, Le Chemin : Borel, Le Clézio, Butor, Georges Perros, Roudaut, Bourgeade, Janvier, Stefan, Marianne Alphant, Max Loreau et beaucoup d’autres, parmi lesquels, quoique plus âgé, Henri Thomas.
Les différentes revues que dirige successivement Georges Lambrichs, Les Cahiers du Chemin puis la NRF, auxquelles il participe activement, donnent lieu à diverses réunions où les auteurs se retrouvent. Certains d’entre eux sont devenus et demeurent des amis très proches : Michel Chaillou, Michel Deguy, Gérard Macé. Il publie de temps en temps dans la revue que dirige Michel Deguy, Poésie. En 1980, il rencontre Georges Monti, éditeur à Cognac.
En 1983, c'est sa première exposition de photographies à La Rochelle dans la Chapelle Fromentin (expo. collective), puis à Montpellier en 1987 (à la Médiathèque) et à Caen en 1991 (au Théâtre). En 1992, soixante photographies sont exposées pendant trois mois au Centre Pompidou sous le titre « La campagne de Jean-Loup Trassard ». Bernard Lamarche-Vadel, écrivain, critique d’art, l’introduit dans le milieu de la photographie.
Il est éleveur : vaches Maine-Anjou, veaux sous la mère, bœufs nourris à l’ancienne manière. Depuis 1953 jusqu'à aujourd’hui, il partage son temps, en proportions variables, entre la campagne mayennaise et Paris. Il prolonge son action localement en créant en 1999, l’association Mémoire rurale au Pays de l’Ernée dont le but est de retracer l’évolution des modes de vie au XXe siècle sur le territoire afin de laisser une trace pour les générations futures.

## Œuvres
- « Le lait de taupes », in Nouvelle Revue française, dir. Jean Paulhan, juillet 1960
- L’Amitié des abeilles : recueil de nouvelles, collection de Georges Lambrichs, « Jeune Prose »,  Gallimard, 1961 — rééd.  1985
- L’Érosion intérieure (nouvelles), Paris, Gallimard, 1965, 1980
- Paroles de laine (nouvelles), Paris, Gallimard, 1969, 1989
- Les graines d'hommes (avec la collab. de Florence Koening), coll. du Père Castor, Flammarion, 1971
- L'ours fariné (avec la collab. de Thierry Dalby), École des loisirs, 1974
- L’Ancolie (nouvelles), Paris, Gallimard, coll. « Le Chemin », 1975 — rééd. coll. « L’Imaginaire », 2007
- Inventaire des outils à main dans une ferme (textes et photos), Cognac, Le Temps qu'il fait[1], 1981, 1995
- Des cours d’eau peu considérables (récits), Paris, Gallimard, 1981
- Histoires fraîches (avec la collab. de Patrice Roy), École des loisirs, 1981
- Trois Noëls en forêt (avec la collab. de Michel Gay), École des loisirs, 1981
- Une classe de neige (avec la collab. de Lise Le Coeur), École des loisirs, 1982
- Bleue bergère (avec la collab. de Bernard Jeunet), École des loisirs, 1983
- Une classe de nature ou Comment repiquer les petits citadins en pleine terre, École des loisirs, 1984
- Rana-la-Menthe (avec la collab. de John Howe), Ipomée, 1984
- Notre-Dame de Clairmont : abbaye cistercienne en Mayenne (avec la collab. de Patrice Roy), Édition Siloé, 1985
- La Mayenne des chemins creux : 70 circuits de petite randonnée pédestre, Association départementale de la randonnée pédestre de la Mayenne, ADRPM, 1985
- L’Amitié des abeilles, Cognac, Le Temps qu'il fait, 1985,1989
- Lance-pierre (nouvelle), Cognac, Le Temps qu'il fait, 1987
- Tardifs instantanés (souvenirs), Paris, Gallimard, 1987
- Territoire (textes et photographies), Cognac, Le Temps qu'il fait, 1989
- Union soviétique : littérature et perestroïka (avec la collab. de Charles Dobzynski, Claude Frioux), Europe, 1989
- Campagnes de Russie (voyage), Paris, Gallimard, 1989, 1992
- Images de la terre russe (textes et photographies), Cognac, Le Temps qu'il fait, 1990
- Ligature (lithographie de Daniel Nadaud autour de cinq textes), Plancoët, Hôtel Continental, 1990
- Caloge (récits), Cognac, Le Temps qu'il fait, 1991
- Ouailles (textes et photographies), Cognac, Le Temps qu'il fait, 1991
- L'Espace antérieur (souvenirs), Paris, Gallimard, 1993 — prix France Culture
- Archéologie des feux (textes et photographies), Cognac, Le Temps qu'il fait, 1993
- Traquet motteux ou L’agronome sifflotant, Cognac, Le Temps qu'il fait, 1994 — rééd. 2010
- Objets de grande utilité (textes et photographies), Cognac, Le Temps qu'il fait, 1995
- Nous sommes le sang de cette génisse (récits), Paris, Gallimard, 1995
- Tumulus, photographies de Jean-Philippe Reverdot, Cognac, Le Temps qu'il fait, 1996
- Les derniers paysans (photographies), Cognac, le Temps qu'il fait, 2000
- Dormance (roman), Paris, Gallimard, 2000
- La Composition du jardin (textes et photographies), Cognac, Le Temps qu'il fait, 2003
- La Déménagerie (roman), Paris, Gallimard, 2004
- Nuisibles (textes et photographies), Cognac, Le Temps qu'il fait, 2005
- Le voyageur à l’échelle (textes et photographies), Cognac, Le Temps qu'il fait, 2006
- Conversation avec le taupier, Cognac, Le Temps qu’il fait, 2007
- Amère la mer (texte et photographies), Vendôme, Circa 1924, 2007
- Sanzaki, Cognac, Le Temps qu’il fait, 2008
- Eschyle en Mayenne, Cognac, Le Temps qu’il fait, 2010
- L’Homme des haies, Paris, Gallimard, 2012 — prix de l'Académie française Maurice Genevoix, 2013
- Causement, Cognac, Le Temps qu’il fait, 2012
- Trouvailles, Cognac, Le Temps qu'il fait, 2014
- Neige sur la forge, Paris, Gallimard, 2015  (ISBN 9782070149384)
- Exodiaire, Cognac, Le Temps qu'il fait, 2015
- Verdure (essais), Cognac, Le Temps qu'il fait, 2019
- Un jour qui était la nuit, Paris, Gallimard, 2021  (ISBN 978-2-07-289107-6)
- Manivelles et valets, Textes et photographies, Cognac, Le Temps qu'il fait, 2021  (ISBN 978-2-86853-669-3)

## Hommage
- La bibliothèque du Pays de Mayenne a pris le nom de l’écrivain[2].

### Source
- Le fonds Jean-Loup Trassard de la bibliothèque universitaire d'Angers : biographie, publications, expositions

### Filmographie
- Jean-Loup Trassard, comme un ruisseau mayennais, un film de Pierre Guicheney